# Nassiriya - Per non dimenticare
Nassiriya - Per non dimenticare è una miniserie televisiva in 2 puntate prodotta dalla Taodue e andata in onda lunedì 12 e martedì 13 marzo 2007 su Canale 5.

## Produzione
La miniserie è ispirata agli avvenimenti del 12 novembre 2003 quando, nella città irachena di Nassiriya, la base "Maestrale" del contingente italiano impegnato nella missione di pace "Antica Babilonia" fu obiettivo di un attacco terroristico che portò alla morte immediata di 19 carabinieri, quattro soldati dell'esercito e due civili. I feriti furono 20, tra cui 15 carabinieri, quattro militari e un civile.

## Trama
Un contingente italiano dei carabinieri (MSU) viene inviato a Nassiriya (Iraq) per svolgere un'azione di pace nei confronti della popolazione irachena. I carabinieri operano per rimettere in sesto la caserma, addestrare le forze pubbliche e presidiare al regolare svolgimento delle elezioni. Un film drammatico che racconta un frammento di storia contemporanea fino a quella tragica mattina del 12 novembre 2003 dove nessuno avrebbe mai immaginato ciò che sarebbe successo veramente, la Strage di Nassiriya.

## Ascolti
| Numero puntata | Trasmesso il  | Telespettatori | Share  |
| -------------- | ------------- | -------------- | ------ |
| 1.01           | 12 marzo 2007 | 5 813 000      | 22,75% |
| 1.02           | 13 marzo 2007 | 6 731 000      | 26,50% |